# Кіт (фільм, 2016)
«Кіт» (нім. Kater) — австрійський фільм-драма 2016 року, поставлений режисером Клаусом Гендлем. Прем'єра стрічки відбулася 13 лютого 2016 року в рамках 66-го Берлінського міжнародного кінофестивалю в секції Спеціальна Панорама.

## Сюжет
Андреас і Стефан разом зі своїм улюбленим котом Мойсеєм живуть у красивому старому будинку у виноградниках навколо Відня. Обидва працюють в Симфонічному оркестрі віденського радіо, один менеджером, а інший музикантом. Чоловіки поділяють пристрасть до музики і ведуть щасливе і пристрасне життя з великим колом друзів і знайомих. Але одного ранку Стефан вбиває в раптовому пориві гніву Мойсея. З цього моменту, скепсис і відчуження визначають їхнє спільне проживання і стають майже нездоланною перешкодою. У той час як Стефан втрачає ґрунт під ногами, Андреас, травмований смертю своєї улюбленої кішки, і усвідомленням того, що його коханець був убивцею, бореться зі своєю недовірою і коханням до Стефана.

## У ролях
| Лукас Туртур     | ···· | Стефан   |
| Філіп Гохмайр    | ···· | Андреас  |
| Томас Стіпсіц    | ···· | Лоренц   |
| Мануель Рубі     | ···· | Владімир |
| Геральд Фотана   | ···· | Макс     |
| Габріела Гегедюс | ···· | Хельга   |

## Знімальна група
- Автор сценарію — Клаус Гендль
- Режисер-постановник — Клаус Гендль
- Продюсери — Антонін Свобода, Бруно Вагнер
- Композитор — Крістоф Дієнц
- Оператор — Геральд Керклец
- Монтаж — Джоана Скрінці
- Художник-постановник — Еніт Ліза
- Художник по костюмах — Таня Гауснер

## Визнання
| Нагороди та номінації фільму «Кіт» | Нагороди та номінації фільму «Кіт»                   | Нагороди та номінації фільму «Кіт»    | Нагороди та номінації фільму «Кіт» | Нагороди та номінації фільму «Кіт» | Нагороди та номінації фільму «Кіт» |
| Рік                                | Кінофестиваль/кінопремія                             | Категорія/нагорода                    | Номінант                           | Результат                          |                                    |
| ---------------------------------- | ---------------------------------------------------- | ------------------------------------- | ---------------------------------- | ---------------------------------- | ---------------------------------- |
| 2016                               | Берлінський міжнародний кінофестиваль                | Приз Тедді за найкращий ігровий фільм | Кіт                                | Перемога                           |                                    |
| 2016                               | Гонконзький міжнародний кінофестиваль                | Золота Жар-птиця                      | Кіт                                | Номінація                          |                                    |
| 2016                               | Гонконзький міжнародний кінофестиваль                | Приз журі молодого кіно               | Клаус Гендль                       | Перемога                           |                                    |
| 2016                               | Гонконзький міжнародний кінофестиваль                | Приз ФІПРЕССІ                         | Кіт                                | Номінація                          |                                    |
| 2016                               | 46-й Київський міжнародний кінофестиваль «Молодість» | Сонячний зайчик                       | Кіт                                | Номінація                          |                                    |